# Karl Jordan
Heinrich Ernst Karl Jordan (1861-1959) fue un entomólogo de nacionalidad alemana y británica.
Nació en el pueblo de Almstedt en el Reino de Hannover el 7 de diciembre de 1861. Estudió zoología y botánica en la Universidad de Gotinga de 1862 a 1866. En 1893 se marcha a Tring en Hertfordshire (Inglaterra) donde trabajó en el museo de Lionel Walter Rothschild, donde llegó a ser su director. Se especializó en coleópteros, lepidópteros y sifonápteros. Publicó unos 400 artículos, a menudo en colaboración con Charles y Walter Rothschild: juntos descubrieron 851 especies, y en solitario describió otras 2.575 más.
Fue una figura clave en la sistematización de las colecciones entomológicas del Museo Walter Rothschild en Tring, institución que dirigió entre 1930 y 1938. También es conocido por haber desarrollado junto a Charles Rothschild el sistema de nomenclatura conocido como sistema Rothschild-Jordan, utilizado para clasificar las venas y células en las alas de los insectos, así como por describir un órgano sensorial presente en ciertas especies que posteriormente fue denominado órgano de Jordan.
Jordan inició y organizó el primer Congreso Internacional de Entomología en 1910 en Bruselas. En 1911 obtuvo la nacionalidad británica. Era miembro de la Royal Society y fue presidente de la Entomological Society of London de 1929 a 1930.
Murió el 12 de enero de 1959 en Tring (Inglaterra).
El género Jordanita, así como diversas especies hacen referencia a su nombre:
- Adscita jordani
- Cordylus jordani[4]
- Corypsylla jordani[5]
- Epitedia jordani[6]
- Eudocima jordani[7]
- Leptopelis jordani[4]
- Nearctopsylla jordani[5]
- Opisthodontia jordani[8]
- Pirgula jordani[9]
- Proutiella jordani[10]

## Abreviatura (zoología)
La abreviatura Jordan  se emplea para indicar a Karl Jordan como autoridad en la descripción y taxonomía en zoología.

## Legado y reconocimientos
Desde 1973, la Lepidopterists' Society otorga de forma ocasional la Medalla Karl Jordan (Karl Jordan Medal for Lepidopterology), considerada una de las máximas distinciones en el campo de la entomología. Esta medalla reconoce contribuciones destacadas al estudio de los lepidópteros (mariposas y polillas). Entre sus galardonados se encuentran entomólogos de renombre como Henri Stempffer, Frederick Stehr, Pierre Viette, Claude Lemaire y Marianne Horak, entre otros.

## Publicaciones destacadas
- Lionel Rothschild y Karl Jordan, A Revision of the Lepidopterous Family Sphingidae London, Aylesbury, 1903, 1132 páginas (edición facsímil en línea)
- Director de la revista Novitates zoologicae de 1894 a 1939